# Щелкун плосковатый
Щелкун плосковатый (лат. Campylomorphus homalisinus) — вид щелкунов из подсемейства Elaterinae.

## Распространение
Встречается на территориях Испании, Португалии, южной Франции и Италии. На территории бывшего СССР встречается в юго-западных районах.

## Описание

### Личинка
Личинка длиной до 7 мм и ширина переднего сегмента 0,6 мм.

## Экология и местообитания
Личинка живёт в гнилой древесине и в лесной подстилке.